# Golden Vale
Golden Vale är en slätt i republiken Irland. Den ligger i grevskapen Cork, Limerick och Tipperary i provinsen Munster, i den centrala delen av landet, 150 km sydväst om huvudstaden Dublin.